# Елизабет фон Изенбург-Бюдинген-Келстербах
Елизабет фон Изенбург-Бюдинген-Келстербах (на немски: Elisabeth von Isenburg-Büdingen-Kelsterbach; * ок. 1508; † 14 май 1572, Зондерсхаузен) е графиня от Изенбург-Бюдинген-Келстербах и чрез женитба графиня на Шварцбург.

## Произход
Тя е дъщеря на граф Филип фон Изенбург-Бюдинген-Ронебург-Келстербах (1467 – 1526) и съпругата му графиня Амалия фон Ринек (1478 – 1543), дъщеря на граф Филип II фон Ринек († 1497) и втората му съпруга Анна фон Вертхайм († 1497).
Елизабет умира на 14 май 1572 г. в Зондерсхаузен и е погребана в Арнщат.

## Фамилия
Елизабет фон Изенбург-Бюдинген-Келстербах се омъжва на 29 ноември 1528 г. в Зондерсхаузен за граф Гюнтер XL фон Шварцбург (* 31 октомври 1499, Зондерсхаузен; † 10 ноември 1552, Герен), наричан „Богатия" или „този с мазната уста“. Те имат децата:
- Гюнтер XLI (1529 – 1583), граф на Шварцбург-Арнщат, ∞ 1560 за Катарина фон Насау-Диленбург (1542 – 1624)
- Магдалена (1530 – 1565), ∞ 1552 граф Йохан Албрехт VI фон Мансфелд-Арнщайн (1522 – 1586)
- Амалия (1531 – 1543)
- Йохан Гюнтер I (1532 – 1586), граф на Шварцбург-Зондерсхаузен, ∞ 1566 за Анна фон Олденбург (1539 – 1579)
- Вилхелм I (1534 – 1597), граф на Шварцбург-Франкенхаузен, ∞ I. 1567 за Елизабет фон Шлик († 1590), II. 1593 за Клара фон Брауншвайг-Люнебург (1571 – 1658), бездетен
- Филип (1536 – 1536)
- Албрехт VII (1537 – 1605), граф на Шварцбург-Рудолщат, 1575 за Юлиана фон Насау-Диленбург (1546 – 1588); II. 1591 за Албертина Елизабет фон Лайнинген-Вестербург (1568 – 1617)
- Ото Хайнрих (1538 – 1539)
- Анна Сибила (1540 – 1578), ∞ 1571 граф Лудвиг III фон Изенбург-Бюдинген-Бирщайн (1529 – 1588)
- Елизабет (1541 – 1612), ∞ 1576 граф Йохан VII (XVI) фон Олденбург (1540 – 1603)